# Confirmación

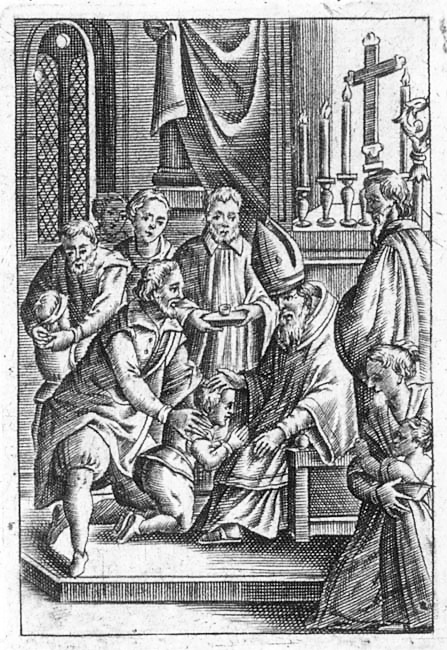
Imagen del que muestra un obispo administrando el sacramento de la confirmación.

La confirmación es un sacramento que administra  la Iglesia católica (también celebrado en otras Iglesias cristianas), Está considerado como uno de los sacramentos de iniciación cristiana (junto al bautismo y la eucaristía), sacramento por el que las personas bautizadas se integran de forma plena como miembros de la comunidad. En la Iglesia antigua, el rito se administraba de forma sacramental e inmediata después del bautismo y esta sigue siendo la costumbre en la Iglesia ortodoxa. En la Iglesia católica a partir de 1600 hasta el siglo XX, a partir del Concilio Vaticano II se delega más allá, hasta la primera adolescencia. En efecto, por razones de índole pastoral y como forma de preparar mejor a los confirmandos en el umbral de la adolescencia, la Iglesia católica suele retrasar la administración de la confirmación a un momento tal que puede ser precedido por la primera eucaristía. La Iglesia anglicana no señala una edad específica, pero el rito es administrado de un modo general entre los 11 y los 15 años.
Por su parte, Martín Lutero manifestó no haber encontrado bases bíblicas suficientes que probaran la institución de la confirmación como sacramento. En línea con lo anterior, los protestantes no reconocen la sacramentalidad de la confirmación como rito diferente del bautismo: según ellos, el don del Espíritu Santo se confiere plenamente en el bautismo.
En la Iglesia católica, la confirmación se efectúa mediante la imposición de manos sobre todos los confirmandos, y la unción con óleos sagrados (crismación). En latín se denominó consignatio al signo de la cruz realizado por el obispo sobre la frente del confirmando. Hasta el siglo V, la consignatio era distinta de la crismación (unción con el óleo sagrado), luego se unificó en un rito único. La ceremonia se realiza por un obispo o, en su caso, un sacerdote autorizado. Este sacramento significa para el católico hacer su fe y continuar con ella, este incentiva a la formación cristiana permanente y a la catequesis de adultos donde Dios los elige como sus hijos. A los bautizados, el sacramento de la Confirmación los une más íntimamente a la Iglesia y los enriquece con una fortaleza especial del Espíritu Santo.
En la Iglesia anglicana solo los obispos administran el sacramento. En las iglesias luteranas y ortodoxas, el rito lo realizan de forma habitual los pastores y los sacerdotes. En Oriente la imposición de manos desapareció rápidamente y se considera la crismación como el elemento esencial de la confirmación.
La imposición de manos es un rito ya consagrado en la Iglesia ortodoxa. Se denomina crismación, es decir unción con el crisma.

## Desarrollo del rito
A inicios de la Iglesia católica, cuando se daban largos períodos de catecumenado (periodo de prueba o de instrucción ofrecido a los candidatos del bautismo) los tres sacramentos de la iniciación cristiana eran recibidos conjuntamente. Hay testimonios escritos desde Hipólito y su narración de la liturgia hacia el 215 (en su tratado sobre la tradición apostólica) para la distinción de dos unciones, una dependiente del bautismo y otra posterior tras la bendición y dentro de la Iglesia. Era conferida por el obispo. 
El rito católico actual consiste, dentro de la celebración de la misa, tras el sermón u homilía, en primer lugar, en la renuncia al mal y al pecado y la profesión de fe, que renueva la renuncia y profesión que hicieron sus padres en el bautismo. Es muy importante la profesión de la fe, pues en esta fe se recibe el sacramento y fiel a esta se compromete ya con su madurez adquirida a vivir de ahora en adelante, no como mandato de los padres, sino con propia aceptación y voluntad.
Después se impone a cada candidato las manos y luego, teniendo cerca a su padrino, se le unge con óleo consagrado -llamado Crisma- en la frente mientras el ministro (habitualmente, el obispo o uno de sus vicarios) le dice la frase ritual: «N., Recibe por esta señal el don del Espíritu Santo», a lo que se responde: «Amén». El rito de la Confirmación concluye con un saludo de paz al que ya es miembro completo de la Iglesia; luego sigue la misa como de costumbre. 
En las Iglesias orientales, tanto católicas como ortodoxas, suele administrarse la confirmación inmediatamente después del bautismo, que viene a completar. En la Iglesia latina rige la misma práctica cuando el bautizando ha alcanzado ya el uso de razón en el momento de recibir el bautismo.

### Materia
En tiempo de los apóstoles, al parecer, era la imposición de manos acompañada por una oración. Pero la idea de la unción también se abrió paso en el Nuevo Testamento. Desde el siglo III tanto la imposición de manos como la unción son parte del rito.
A la hora de explicar la relación entre la imposición de manos y la unción con el crisma, existen variadas interpretaciones. Aunque Pablo VI fijó ambos ritos, se indica que solamente la unción es necesaria para la validez del sacramento. 
El crisma se prepara con aceite de oliva mezclado con perfume. No se admite aceite animal o mineral.
Estas unciones con aceite, (con el que no es necesario hacer el signo de la cruz, aunque sea costumbre) provienen ya de las unciones reales de Israel, por la cual, el elegido (por designio divino) tomaba posesión del cargo de rey. El aceite era prenda de esa designación divina: el mismo Jesús de Nazaret es llamado «Ungido» (con aceite), puesto que es esto lo que significa Mesías o Cristo, en hebreo y griego. De ahí la pervivencia del rito de la unción que, simbólicamente, hace de los confirmados imagen de Cristo y elegidos por Dios para una misión concreta. Por eso sin ese sacramento no se puede recibir ni el orden sacerdotal ni el matrimonio, que son una concreción de esa misión recibida por Dios.

### El ministro
En la Iglesia latina el ministro ordinario de la confirmación es el Obispo; pero también administra válidamente este sacramento el presbítero dotado de facultad por el derecho universal o por concesión peculiar de la autoridad competente. El canon 883 indica cuáles son los presbíteros que tienen esa facultad por el derecho universal.
En las Iglesias orientales, incluso en la católica de rito oriental, el ministro ordinario es el presbítero, que usa óleo santo consagrado por el obispo o por el patriarca (cánones 693-694 del Código de Cánones de las Iglesias Orientales).

### El sujeto
En la Iglesia latina «el sacramento de la confirmación se ha de administrar a los fieles en torno a la edad de la discreción, a no ser que la Conferencia Episcopal determine otra edad, o exista peligro de muerte o, a juicio del ministro, una causa grave aconseje otra cosa». (Código de Derecho Canónico, canon 891). En la mayoría de las diócesis, el sujeto recibe el sacramento con los 14 o 15 años, aunque se pueden dar casos con menor edad.

### El padrino o madrina

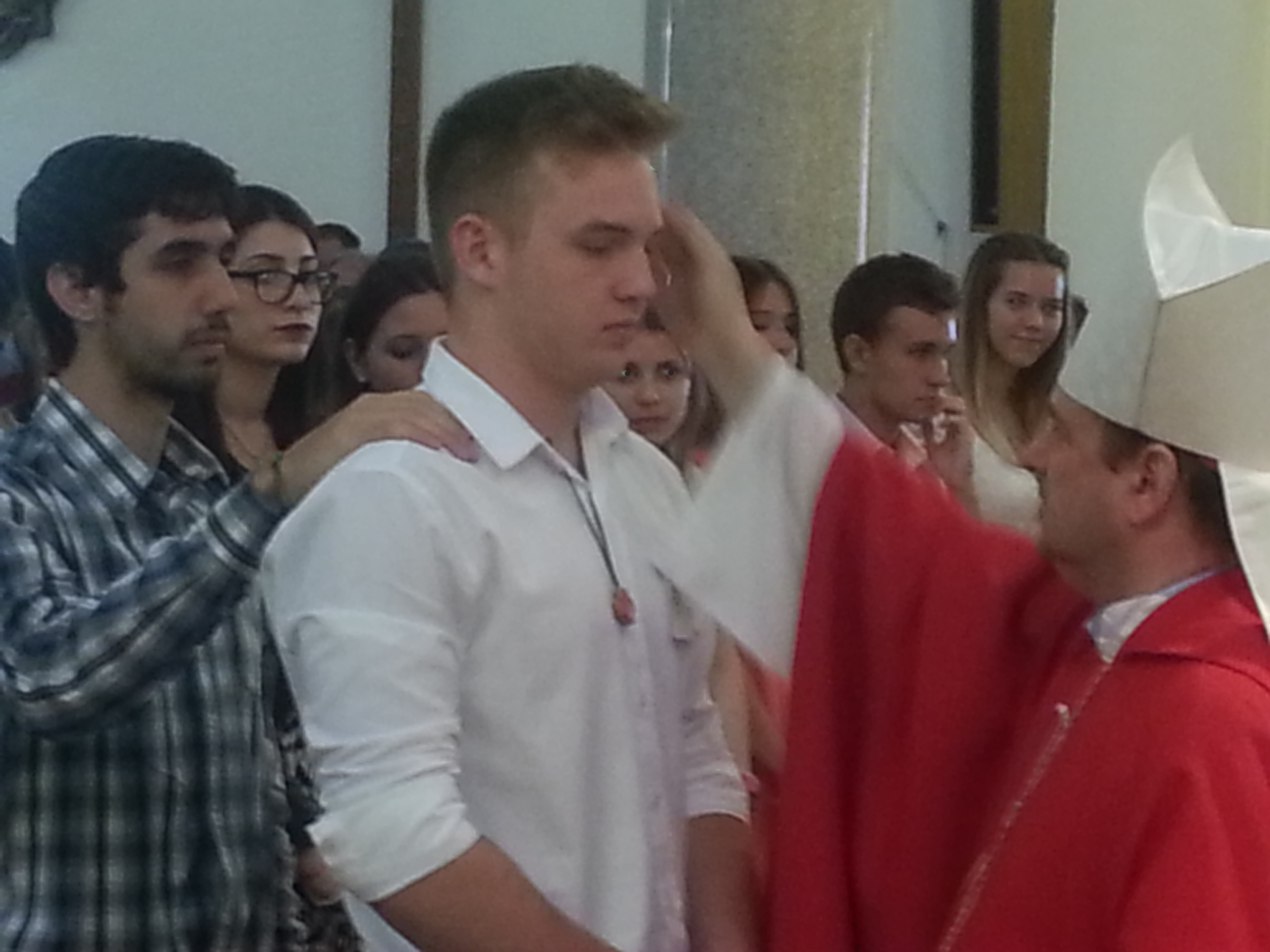
Enrique Eguía Seguí, obispo auxiliar de Buenos Aires, administra el sacramento de la confirmación bajo el rito católico. Se observa al padrino que en el acto de la confirmación se ubica detrás del confirmando y coloca la mano derecha sobre su hombro para significar que será su apoyo en la fe.

Es conveniente que un padrino o una madrina acompañe a quién será confirmado. Se trata de una costumbre antigua de la Iglesia, al igual que en el caso del bautismo. Cada confirmando no debe tener más de un padrino/madrina. La Iglesia prefirió siempre que cada confirmando tuviese su padrino o madrina, y rechazó el abuso de que uno fuese padrino de muchos, salvo verdadera necesidad.
Las condiciones que debe reunir el padrino o madrina son:
1. Que sea un creyente católico, maduro en la fe para que le ayude a vivir esta en profundidad. Para esto, resulta razonable que se trate de un miembro activo del cuerpo de la Iglesia, que haya recibido los tres sacramentos de la iniciación cristiana (Bautismo, Confirmación y Eucaristía) y que no esté impedido por el derecho canónico para ejercer tal función.
2. Que sea mayor de 16 años y en uso de razón y, salvo que el ministro juzgue lo contrario, que sea del mismo sexo que el confirmando para la licitud.
3. Que tenga intención de desempeñar el cargo.
4. Que no sea padre, madre o cónyuge del confirmando.
5. Que haya sido designado por el confirmando, o en su defecto por sus padres o tutores, o por el ministro o párroco.
6. Que en el acto de la confirmación, se ubique detrás del confirmado y coloque su mano derecha sobre el hombro del confirmando, significando que será su apoyo en la fe.

### Preparación
Para preparar este momento es necesaria una formación catequética que fija cada obispo en su diócesis o cada conferencia episcopal para su país. Por eso, depende del lugar y de las circunstancias, es un proceso variable. Durante esa preparación se suelen tratar temas diversos en especial la fe católica en el Espíritu Santo y sus siete dones, pero también otros contenidos como la Iglesia, María, los sacramentos (entre ellos, la Eucaristía, el perdón o reconciliación, etc.), la Biblia con particular énfasis en los evangelios, la oración, la resurrección, etc. 
La Iglesia católica requiere, si el confirmado ha alcanzado la discreción, que su formación incluya al menos el conocimiento del Padre nuestro, el Ave María, el credo y los diez mandamientos[cita requerida]. El confirmando debe encontrarse en estado de gracia, es decir, sin pecado mortal. Si bien no es lícito recibirlo en pecado, el sacramento es válido, aunque sus efectos sacramentales (los dones del Espíritu Santo) no se disfrutan hasta que se confiere la absolución de los pecados en el sacramento de la reconciliación.

## Teología del sacramento
En este sacramento, al confirmando, tras recibir una catequesis previa si tiene edad suficiente, se le pide que acepte de forma libre y consciente las promesas realizadas en el bautismo, normalmente por sus padres y durante su primera infancia. 
Tiene por finalidad que el confirmado sea fortalecido con los dones del Espíritu Santo, completándose la obra del bautismo. Los siete dones del Espíritu Santo, que se logran gracias a la confirmación, son: sabiduría, entendimiento, consejo, fortaleza, ciencia, piedad y temor de Dios. El sacramento pretende lograr en el fiel un arraigo más profundo a la filiación divina, que se una más íntimamente con su Iglesia, fortaleciéndose para ser testigo de Jesucristo, de palabra y obra, ya que por él será capaz de defender su fe y de transmitirla, lo que por el sacramento se compromete a hacer activamente.

### Sentido del términoconfirmación
La teología católica considera errónea la concepción según la cual la confirmación es la ocasión para que el cristiano acepte voluntariamente formar parte de la Iglesia, una vez alcanzada la madurez personal y tras un bautismo normalmente producido en los primeros días de vida. El término no alude a que el confirmando confirme su adhesión a la fe, sino a que es confirmada su admisión en el seno de la Iglesia por el obispo. La pertenencia a la Iglesia se firma irremisiblemente en el momento del bautismo y solamente cesa por la excomunión, aunque ni siquiera esta borra los efectos del bautismo.
Sin embargo, sí es el momento de la madurez espiritual y la asunción propia (que otorga más la edad que el sacramento) de los compromisos ya asumidos al empezar a ser cristiano. Por eso cuando se recibe el bautismo siendo adulto, se recibe en la misma ceremonia este sacramento, puesto que ya se tiene madurez suficiente para asumir los compromisos de la fe cristiana, renunciado al pecado para vivir plenamente como hijo de Dios.

### Necesidad
La confirmación perfecciona la gracia recibida por el bautismo y el carácter sacramental que otorga desarrolla el sacerdocio común al que pertenece el fiel. 
Aunque el código de derecho canónico indica que los «fieles están obligados a recibir ese sacramento en el tiempo oportuno» (cf. canon 890), su no administración no condiciona la validez del bautismo aunque sí la del orden sacerdotal y la del matrimonio, aunque este último se puede recibir antes sub conditione, a la espera de recibir en breve la confirmación. No tendrían, como se ha explicado antes sentido la recepción de estos sacramentos sin el primero.

### Efectos
De acuerdo con el Catecismo de la Iglesia Católica, los efectos de la confirmación son:
a) Introducción más profunda en la filiación divina
b) Unión más firme con Cristo
c) Aumento que los dones del Espíritu Santo nos da.
d) Perfección mayor del vínculo con la Iglesia.
«De la celebración se deduce que el efecto del sacramento es la efusión plena del Espíritu Santo, como fue concedida en otro tiempo a los apóstoles el día de Pentecostés» (Catecismo, 1302).
El Catecismo continúa así su explicación: «Por este hecho, la Confirmación confiere crecimiento y profundidad a la gracia bautismal» (Id., n. 1303).
Además, la Confirmación tiene también otro efecto: «imprime en el alma una marca espiritual indeleble, el ‘carácter’, que es el signo que Jesucristo ha marcado al cristiano con el sello de su Espíritu revistiéndolo de la fuerza de lo alto para que sea su testigo (cf. Lucas 24, 48-49)» (Id., n. 1304).
«El ‘carácter’ perfecciona el sacerdocio común de los fieles, recibido en el Bautismo, y el confirmado recibe el poder de confesar la fe de Cristo públicamente, y como en virtud de un cargo (quasi ex officio)»